# 19022 Penzel
19022 Penzel (2000 SR44) là một tiểu hành tinh vành đai chính được phát hiện ngày 16 tháng 9 năm 2000 bởi G. Lehmann ở Volkssternwarte Drebach.